# Frithjof Elmo Porsch
Frithjof Elmo Porsch (* 19. Oktober 1924 in Hamborn; † 7. November 2015), der unter dem Namen Ingo Petersson publizierte, war ein deutscher Schriftsteller und in den Jahren 1941 bis 1945 Mitglied der Waffen-SS.

## Leben
Der Sohn eines See-Offiziers verbrachte seine Jugend in Brandenburg, wo er die Volksschule besuchte. Nach dem Schulabschluss begann er eine Ausbildung als Schaf- und Pferdezüchter.
Im Januar 1941 trat er der Waffen-SS bei und versah seinen Dienst in der SS-Division Totenkopf. Nach einer Befehlsverweigerung wurde er 1943 in das SS-Fallschirmjäger-Bataillon 500 versetzt, das auch gleichzeitig Bewährungsbataillon der SS war. Zuletzt SS-Obersturmführer, war er nach Kriegsende ein Jahr in sowjetischer Kriegsgefangenschaft.
Am 8. August 1943 wurde ihm als Führer der SS-Panzerjagdkompanie Dora II die Nahkampfspange in Gold verliehen. Er wurde außerdem mit dem Deutschen Kreuz in Gold ausgezeichnet. Eine angebliche Ritterkreuzverleihung am 28. April 1945 ist dagegen nicht nachweisbar.
Hervorgerufen durch einen Schuss in die Lunge während seiner aktiven Dienstzeit soll er nach der Entlassung aus der Kriegsgefangenschaft arbeitsunfähig gewesen sein. Er kehrte nach Duisburg zurück und verdiente seinen Lebensunterhalt mit einer Schaf- und Hühnerzucht. Anfang der 1990er Jahre lebte er im Ruhestand in Ostfriesland.

## Werke
Porsch verfasste insgesamt fünf Bücher, in denen er, größtenteils autobiographisch, die Erlebnisse des Untersturmführers Vorwärts während und nach dem Zweiten Weltkrieg beschreibt. Die Bücher blenden im Stil der Landser-Literatur kritische Auseinandersetzung mit der Vergangenheit und den von der Waffen-SS verübten Kriegsverbrechen aus und legen besonderes Augenmerk auf die Schilderung von Tapferkeit, Kameradschaft und Soldatenherrlichkeit.
Die Veröffentlichungen erschienen 1959 im Vowinckel-Verlag, in den 1970er Jahren im Verlag K.W. Schütz, der der rechtsextremistischen NPD nahesteht, und seit 2008 zum Teil im NPD-eigenen Deutsche-Stimme-Verlag. Das Buch Ein sonderlicher Haufen wurde im November 1960 und erneut im Januar 1973 durch die Bundesprüfstelle für jugendgefährdende Schriften indiziert. Die Indizierung im Jahr 1960 erfolgte auf Antrag der Bremer Senatorin für Wohlfahrt und Jugend Annemarie Mevissen; die damalige Verlegerin versuchte jahrelang erfolglos vor dem Verwaltungsgericht Köln, dem Oberverwaltungsgericht für das Land Nordrhein-Westfalen und schließlich vor dem Bundesverwaltungsgericht eine Aufhebung der Indizierung zu erwirken.
- Ein sonderlicher Haufen. Die Saga vom Sturmbataillon 500, Winkelried-Verlag, Neuauflage 2009, ISBN 978-3-938392-53-9
- Die Flucht des Untersturmführers Vorwärts, Winkelried-Verlag, Neuauflage 2009, ISBN 978-3-938392-52-2
- Die Waldwölfe – Unter baltischen Freiheitskämpfern, Deutsche Stimme-Verlag, Neuauflage 2009, ISBN 978-3-935102-30-8
- Baska und ihre Männer, Deutsche Stimme-Verlag, Neuauflage 2008, ISBN 978-3-935102-25-4
- SS-Sturmbataillon 500 am Feind, Deutsche Stimme-Verlag, Neuauflage 2009, ISBN 978-3-935102-23-0